# Москри 77-05
Москри 77-05 издат је 2006. године у знак сећања на Давора Бобића, преминулог члана српске хард-кор реп групе Прти Бее Гее.

## Списак нумера
1. Увод
2. Ћале
3. Чеда
4. Тебра
5. Фанки Џиз (Funky G'z)
6. Браћа ће да разраде
7. О.G. (Original Gangster)
8. Хероин (скит)
9. Пајдо кома
10. Смокет
11. На поинту
12. Boom biddy bye bye
13. Да ли можеш
14. W.C.Playaz
15. Доп МЦ
16. Где год да кренем (са 93 ФУ КРУ)
17. Радио (ca Кале господар времена)